# Anthony Pratt
Anthony D. G. Pratt (* 27. November 1937 in London, England) ist ein britischer Filmarchitekt.

## Leben und Wirken
Der Großneffe von William Henry Pratt, besser bekannt als Frankensteinmonster-Darsteller Boris Karloff, hatte seine berufliche Ausbildung an einer Kunstschule in London, der Polytechnic School of Art in der Regent Street, erhalten und war als Zeichenlehrling 1959 zum britischen Fernsehen (Granada TV) gestoßen.
Wenig später konnte Pratt Kontakt zum Kino knüpfen, für das er anfänglich als Zeichner bzw. Dekorationsmaler herangezogen wurde (u. a. bei Schloß des Schreckens, Der Inspektor, Neun Stunden zur Ewigkeit, Kill or Cure und Judith). Zu seinen Lehrmeistern zählten Kollegen wie Wilfred Shingleton und Carmen Dillon. Mitte der 60er Jahre war er auch als einer von mehreren Zeichnern an Stanley Kubricks Science-Fiction-Klassiker 2001: Odyssee im Weltraum beteiligt. Als Architektenassistent bzw. einfacher Architekt wirkte Pratt an A-Produktionen wie Der Fremde im Haus (1966) und Die große Katharina (1967) mit.
1968 debütierte er als Filmarchitekt; seine erste Arbeit wurde der US-Kriegsfilm Die Hölle sind wir von John Boorman, für den er in der Folgezeit einige seiner besten Arbeiten liefern sollte. Zu Pratts beachtlichsten Entwürfen gehören seitdem die Entwürfe zu den Fantasy-Sagen Zardoz und Excalibur, den Kostümfilmen Der Prinz und der Bettler, Der Mann mit der eisernen Maske und Das Phantom der Oper, der Weihnachtsgeschichte Santa Claus, der Klassiker-Neuverfilmung Victor/Victoria und dem Ostasien-Abenteuer Rangoon.
Neben diesen kulissenintensiven Großproduktionen belieferte Anthony Pratt mit seinen Designs auch kleinere, spartanischer gestaltete und realitätsbezogene Zeitstücke wie Baxter und die Rabenmutter, Hope and Glory, Death Watch – Der gekaufte Tod und Deep End. Zu Pratts schönsten späten Arbeiten zählen die Jahrhundertwende-Kulissen für die Gesellschaftschronik aus der Gründerzeit der IRA, Michael Collins.
Für seine Arbeit zu Hope and Glory wurde Anthony Pratt 1987 mit dem Evening Standard British Film Award ausgezeichnet.

## Filmografie
als Architekt und Chefdesigner (komplett)
- 1968: Die Hölle sind wir (Hell in the Pacific )
- 1970: The Last Grenade
- 1970: Hellboats – Grüße aus der Hölle (Hell Boats)
- 1970: Der größte Gauner weit und breit (Loot)
- 1970: Deep End
- 1971: Haus der Schatten (The Night Digger)
- 1972: Amok (Something to Hide)
- 1973: Baxter und die Rabenmutter (Baxter)
- 1974: Begrabt die Wölfe in der Schlucht (Billy Two Hats)
- 1974: Zardoz
- 1976: Von allen Hunden gehetzt (The Sell Out)
- 1977: Der Prinz und der Bettler (The Prince and the Pauper / Crossed Swords)
- 1979: Die Katze und der Kanarienvogel (The Cat and the Canary)
- 1980: Death Watch – Der gekaufte Tod (La mort en direct)
- 1981: Excalibur
- 1982: Victor/Victoria
- 1984: Broad Street (Give My Regards to Broad Street)
- 1985: Santa Claus (Santa Claus: The Movie)
- 1986: Solarfighters (Solarbabies)
- 1987: Hope and Glory
- 1990: Nackter Tango (Naked Tango, auch Filmrolle)
- 1991: Nicht ohne meine Tochter (Not Without My Daughter)
- 1992: Das Jahr des Kometen (Year of the Comet)
- 1992: Wie ein Licht in dunkler Nacht (Shining Through)
- 1995: Rangoon (Beyond Rangoon)
- 1996: Michael Collins
- 1997: Butcher Boy – Der Schlächterbursche (The Butcher Boy)
- 1998: Der Mann mit der eisernen Maske (The Man in the Iron Mask)
- 1999: Grey Owl
- 1999: Das Ende einer Affäre (The End of the Affair)
- 2001: Band of Brothers – Wir waren wie Brüder (Band of Brothers, Fernsehserie, 10 Folgen)
- 2002: Der Dieb von Monte Carlo (The Good Thief)
- 2004: Das Phantom der Oper (The Phantom of the Opera)
- 2007: Rom (Fernsehserie, 4 Folgen)
- 2010: The Pacific (Miniserie, 10 Folgen)